# Bahnhof Stein-Säckingen

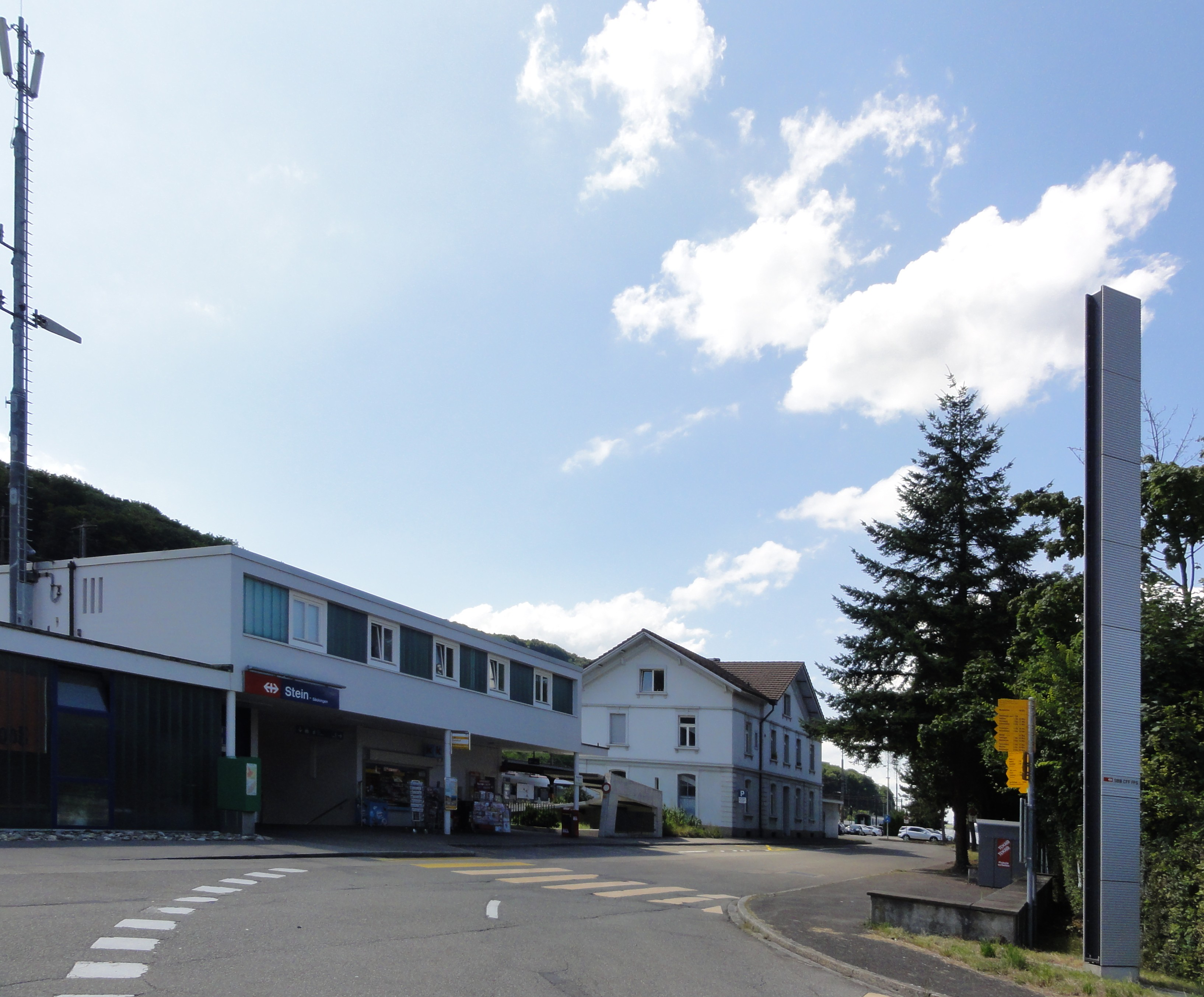
Empfangsgebäude (2012)

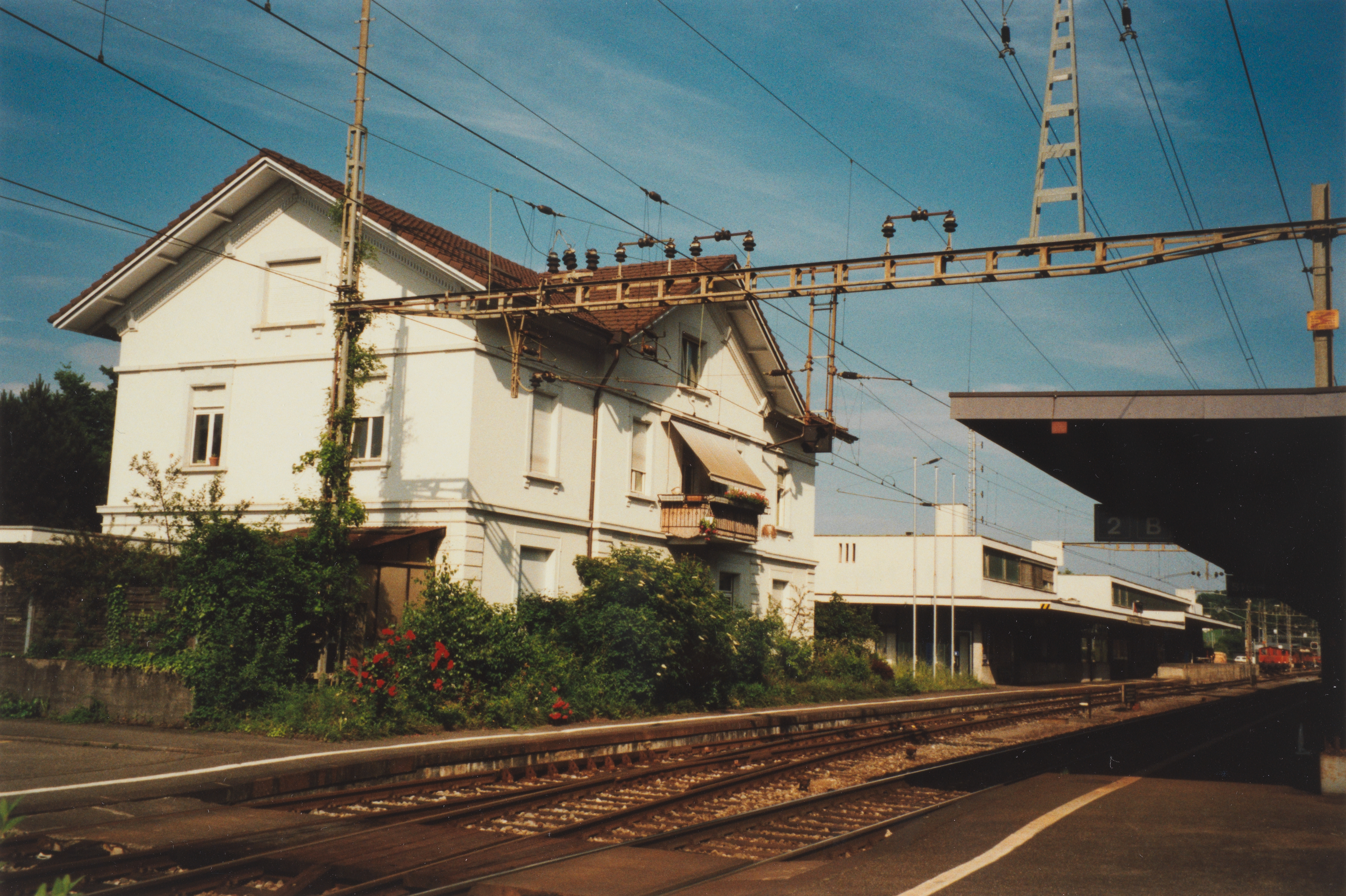
Altes und neues Stationsgebäude Bahnseite (2001)

Stein-Säckingen ist eine Bahnstation in der Schweiz. Die Station liegt auf dem Gemeindegebiet von Stein im Kanton Aargau. Der Anhang „Säckingen“ wurde wegen des auf der anderen Rheinseite liegenden deutschen Bad Säckingen und zur Unterscheidung von anderen Orten namens Stein in der Schweiz angehängt; es ist kein Grenzbahnhof.

## Geschichte
Die Station ist eine Abzweigstation und liegt an der Bözbergstrecke der Schweizerischen Bundesbahnen zwischen Basel und Zürich. Sie wurde zusammen mit der Bahnstrecke Pratteln–Brugg (Bözberglinie) am 2. August 1875 als Durchgangsbahnhof eröffnet. Im Zusammenhang mit der Eröffnung der Bahnstrecke Koblenz–Stein-Säckingen am 1. August 1892 wurde er zum Trennungsbahnhof umgebaut.

## Betrieb
Der Bahnhof verfügt über insgesamt 9 Gleise, von denen aber nur die Gleise 2 bis 6 für Zugfahrten verwendet werden können. Von all diesen Gleisen aus sind Zugsfahrten in Richtung Frick sowie in Richtung Sisseln/Laufenburg möglich.
Die Gleise 1 sowie 7 bis 9 können nur durch Rangierfahrten befahren werden und verfügen über keine Gleisfreimeldeeinrichtungen. Östlich vom Gleis 1 schliesst sich ein Handweichenbereich an, der dem sogenannten Freiverlad dient. Zusätzlich ist dort auch eine Firma angesiedelt, welche sich auf das Abwracken alter Bahnwaggons spezialisiert hat. Aus diesem Grunde sind im Bahnhof Stein-Säckingen des Öfteren alte Reisebahnwagen abgestellt, aus denen das Interieur entfernt wird.
Etwa einen Kilometer östlich des Bahnhofsgebäudes, aber noch auf Bahnhofsgebiet, zweigt ein Anschlussgleis zu den Firmen JAKEM und Syngenta ab.
Gesteuert wird der Bahnhof über ein elektronisches Stellwerk vom Typ Simis W. Über das gleiche Stellwerk erfolgt auch die Steuerung der Bahnhöfe Sisseln und Laufenburg. Die Anlage ist ausgerüstet mit Hauptsignalen des Typs N.
Beim Bahnhof befindet sich ein Unterwerk, in dem Bahnstrom von der von Rupperswil kommenden Übertragungsleitung in die Fahrleitungen gespeist wird.

### Güterverkehr
Die meisten Güterzüge über den Gotthard durchfahren diesen Bahnhof, da die Bözbergstrecke die Hauptzufahrtachse vom Rangierbahnhof Muttenz zum Gotthard ist. Auch die Züge zwischen dem Rangierbahnhof Muttenz und dem Rangierbahnhof Limmattal durchfahren in der Regel diesen Bahnhof. Die Strecke nach Koblenz wird von einigen Güterzügen befahren; es handelt sich dabei zumeist um Tankzüge zu den Treibstofflagern nach Glattbrugg und Rekingen; jedoch gibt es auch Zu- und Abfuhren nach Full, Leibstadt, Laufenburg und Sisseln.

### Personenverkehr

#### Schienenverkehr
Der Bahnhof wird von der Linie S 1  der S-Bahn Basel im Halbstundentakt bedient. Hier teilt sich die Linie in einen Ast nach Frick sowie in den einspurigen Seitenast nach Laufenburg. Daneben halten die InterRegio-Züge der Linie 36 von Basel nach Zürich.
- S 1 Basel SBB – Rheinfelden – Stein-Säckingen – Frick / Laufenburg  (einzelne Verstärker in den HVZ zwischen Stein-Säckingen und Basel ohne Linienbezeichnung; Stein-Säckingen – Frick / Laufenburg nur Stundentakt)
- 36 Basel SBB – Rheinfelden – Stein-Säckingen – Frick – Brugg – Baden – Zürich HB

#### Busverkehr
Zwei Postautolinien verkehren vom Bushof.
- 133 Frick, Bahnhof – Eiken – Sisseln – Stein AG – Bahnhof Stein-Säckingen  (Verkehrt nur Morgens und Abends auf der gleiche Strecke wie 134)
- 134 Stein-Säckingen, Bahnhof – Münchwilen AG – Eiken – Oeschgen – Frick, Bahnhof
- 143 Stein-Säckingen, Bahnhof – Sisseln – Kaisten  – Laufenburg, Bahnhof

## Unfälle
Im Jahr 1991 entgleiste im Bahnhofsbereich bei einem durchfahrenden Güterganzzug, der mit Benzin beladen war, ein Zisternenwagen und in der Folge auch die nachfolgenden Wagen. Dabei schlugen einige Wagen Leck und es kam zu einem Grossbrand. Dieser Unfall forderte zwar keine Toten oder Schwerverletzte, gehört aber zu den schwersten Gefahrgutunfällen in der Neuzeit bei den Schweizer Eisenbahnen (neben Au SG, 1989, und Zürich-Affoltern, 1994).